# Qingyuan (Lishui)
Qingyuan (庆元县,  Qìngyuán Xiàn) ist ein Kreis der bezirksfreien Stadt Lishui in der südchinesischen Provinz Zhejiang. Er hat eine Fläche von 1895 km² und 142.551 Einwohner (Stand: Zensus 2020) Ende 2009 betrug die Einwohnerzahl ca. 200.000.

## Administrative Gliederung
Auf Gemeindeebene setzt sich Qingyuan aus drei Straßenvierteln, fünf Großgemeinden und zwölf Gemeinden zusammen.